# Przestrzeń nieprzywiedlna
Przestrzeń nieprzywiedlna – niepusta przestrzeń topologiczna w której każda para niepustych zbiorów otwartych ma niepustą część wspólną.

## Własności
- Przestrzeń topologiczna jest nieprzywiedlna wtedy i tylko wtedy, gdy każdy jej niepusty zbiór otwarty jest w niej gęsty.
- Przestrzeń topologiczna jest nieprzywiedlna wtedy i tylko wtedy, gdy dowolny jego zbiór otwarty jest spójny.
- Jeśli przestrzeń X jest nieprzywiedlną podprzestrzenią przestrzeni Y, to domknięcie X w Y jest nieprzywiedlne.
- Jeśli X jest przestrzenią nieprzywiedlną, to dowolny jej otwarty podzbiór jest także nieprzywiedlny.
- Jeśli przestrzeń X ma pokrycie otwartymi zbiorami nieprzywiedlnymi, takie że dowolne dwa takie zbiory mają przecięcie niepuste, to przestrzeń X jest nieprzywiedlna.
- Dowolna nieprzywiedlna podprzestrzeń przestrzeni X jest zawarta w pewnej maksymalnej podprzestrzeni nieprzywiedlnej. Maksymalna nieprzywiedlna podprzestrzeń nazywana jest nieprzywiedlną składową przestrzeni X i jest jej podzbiorem domkniętym. Przestrzeń X jest sumą swoich składowych nieprzywiedlnych.

## Przykłady
- Jeśli przestrzeń topologiczna X jest przestrzenią Hausdorffa, to wszystkie jego składowe są jednopunktowe, bo dowolne dwa punkty należą do różnych składowych (mają otwarte otoczenia rozłączne).
- Zbiór liczb naturalnych {\displaystyle \mathbb {N} } z topologią, w której zbiorami otwartymi są dopełnienia zbiorów skończonych, jest homeomorficzna z przestrzenią {\displaystyle \operatorname {Spec} (\mathbb {Z} ).}